# Moritz Hill

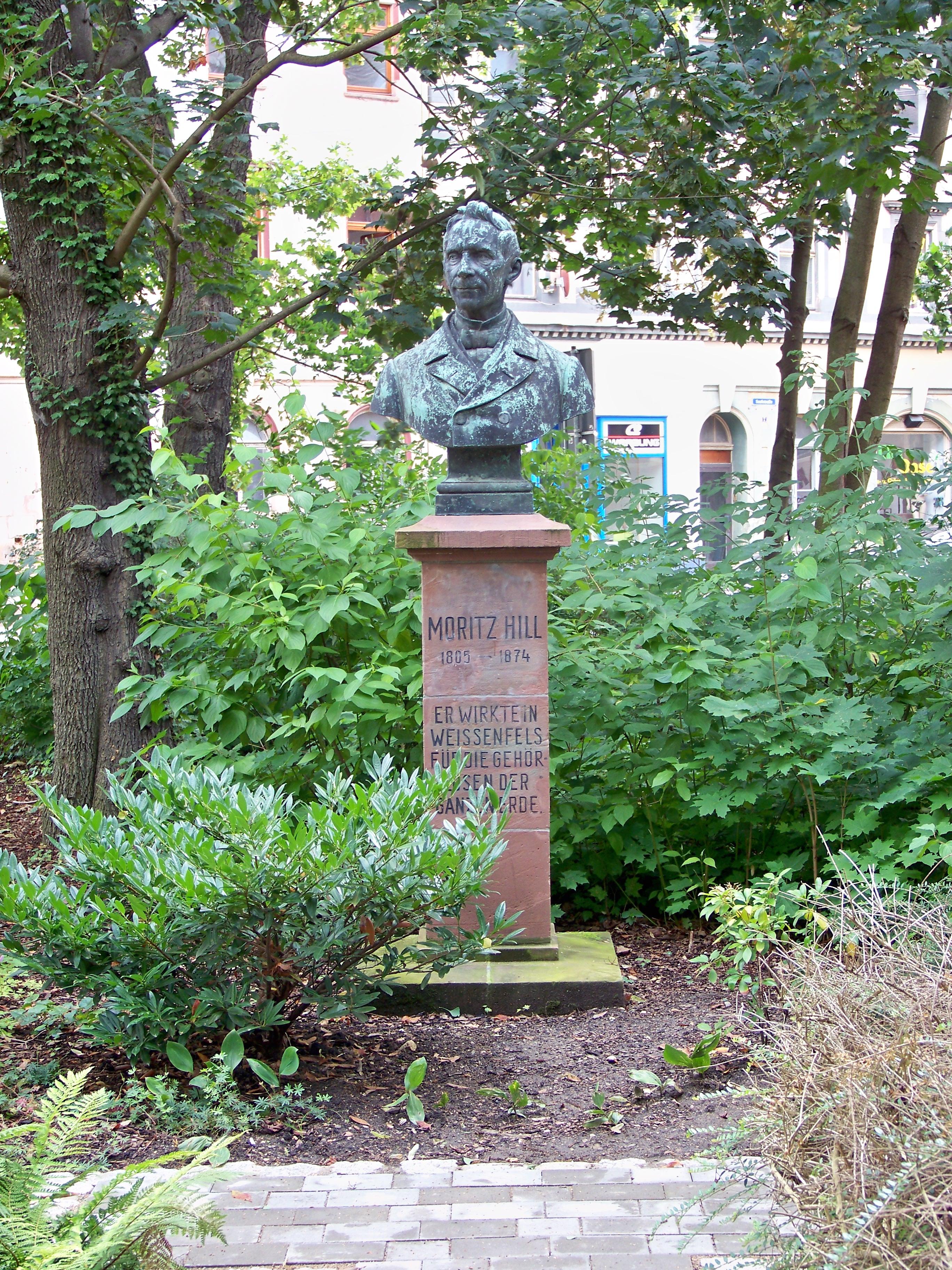
Denkmal in Weißenfels

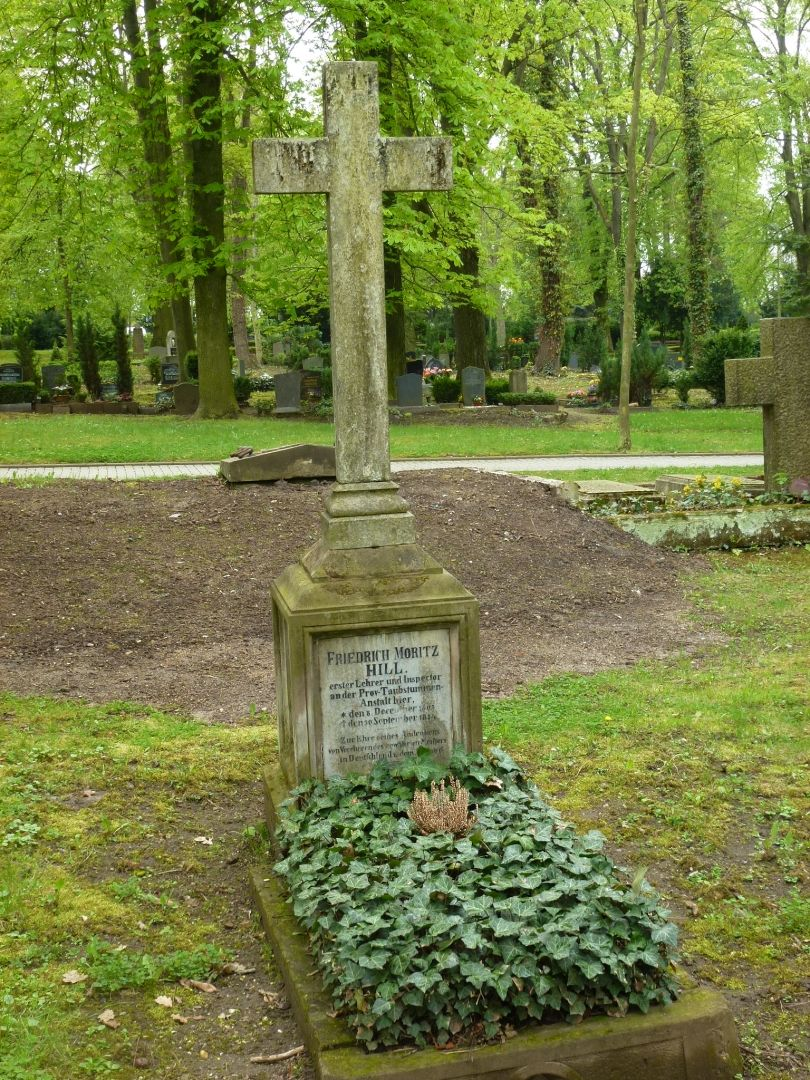
Grab in Weißenfels

Friedrich Moritz Hill (* 8. Dezember 1805 in Reichenbach im Eulengebirge, Provinz Schlesien; † 30. September 1874 in Weißenfels) war ein deutscher Taubstummenlehrer.

## Leben
Hill war Zögling des Seminars und (1825–28) Hilfslehrer des Waisenhauses in Bunzlau, besuchte darauf zwei Jahre in Berlin die Universität, die Singakademie und die Taubstummenanstalt und war von 1830 bis zu seinem Tod Leiter der Taubstummenanstalt in Weißenfels.
In seiner Ausgestaltung der deutschen oder Artikulationsmethode des Taubstummenunterrichts verfolgte Hill namentlich den Zweck, diesem Unterricht den Charakter einer geheimen Kunst zu nehmen und ihn den allgemeinen Grundsätzen der neuern Pädagogik anzupassen. Er schrieb außer zahlreichen Lehr- und Hilfsbüchern für den Unterricht: Anleitung zum Unterricht taubstummer Kinder für Geistliche und Lehrer (Weimar 1840; 3. Aufl. von Ohlewein u. d. T.: Die Geistlichen und Lehrer im Dienste der Taubstummen, Weimar 1882); Vollständige Anleitung zum Unterricht taubstummer Kinder (Essen 1840, 2. Aufl. 1872).

## Biographie
- Eduard Walther: Friedrich Moritz Hill. In: Organ der Taubstummenanstalten 1875, S. 129.